# JazzRadio 106.8
Pour la radio française, voir Jazz Radio
JazzRadio 106.8 est une radio privée allemande de Berlin diffusant principalement du jazz ou de la musique inspirée de celle-ci.

## Programme
Le programme est composé de la diffusion de musique jazz et de 10 à 15% d'interventions. Elles comprennent essentiellement des bulletins d'informations, météo et de circulation ainsi que sur les manifestations culturelles et jazz sur Berlin. Les six principaux styles de jazz font l'objet d'émissions spéciales.

## Organisation
L'entreprise de la radio est New JazzRadio Gmbh, propriété de Fujairah Media FZ LLC et de trois personnes. Il existe une association d'auditeurs pour soutenir la radio et garantir sa ligne éditoriale.

## Fréquence
À ses débuts, JazzRadio émet sur Berlin sur 101.9 FM. Après un changement en décembre 2010, elle émet maintenant sur 106.8.

### Source de la traduction
- (de) Cet article est partiellement ou en totalité issu de l’article de Wikipédia en allemand intitulé « JazzRadio 106.8 » (voir la liste des auteurs).